# جيوفاني غوتي
جيوفاني غوتي (بالإيطالية: Giovanni Gotti)‏ هو دراج إيطالي، ولد في 30 أغسطس 1912 في سدرينا ‏ في إيطاليا، وتوفي في 7 أبريل 1988 في بيرغامو في إيطاليا.

## وصلات خارجية
- جيوفاني غوتي على موقع أرشيف الدراجات (الإنجليزية)
- جيوفاني غوتي على موقع إحصائيات الدراجات الإحترافية (الإنجليزية)
- جيوفاني غوتي على موقع CycleBase (الإنجليزية)